# Furcifer rhinoceratus
Furcifer rhinoceratus is een hagedis uit de familie kameleons (Chamaeleonidae).

## Naam en indeling
De wetenschappelijke naam van de soort werd voor het eerst voorgesteld door John Edward Gray in 1845. Oorspronkelijk werd de wetenschappelijke naam Chamaeleon rhinoceratus gebruikt en later werd de hagedis tot het niet meer erkende geslacht Sauroceras gerekend.

## Uiterlijke kenmerken
De mannelijke kameleon kan tot 27 centimeter groot worden, dubbel zo groot als het vrouwtje. Zijn slurfachtige snuit gaat boven de mond naar omhoog wat zijn naam verklaart. Bij vrouwtjes is dit minder prominent aanwezig. Op de top van de kop bevindt zich een kleine driehoekige kam en een verdere kam loopt gedeeltelijk langs de ruggengraat. De algemene kleur is grijs of lichtbruin met een paar donkerder gekleurde dwarse strepen. De snuit wordt vaak blauwachtig en langs elke zijde van het dier loopt een witte lijn. Vrouwtjes zijn vergelijkbaar in kleur maar wanneer ze eieren hebben worden ze paars met zwarte banden, en krijgen een oranje of rode staart.

## Levenswijze
De kameleon is meestal een boombewoner die insecten vangt met zijn lange kleverige tong. Het mannetje bewaakt zijn territorium door met zijn lange snuit te strijden tegen andere mannetjes.
Het vrouwtje zet vier tot elf eieren af die na ongeveer 41 weken uitkomen.

## Verspreiding en habitat
Furcifer rhinoceratus is endemisch op het eiland Madagaskar in de droge loofbossen, van het nationaal park Ankarafantsika in het noordwesten tot Soalala in het zuidwesten.

## Beschermingsstatus
Door de internationale natuurbeschermingsorganisatie IUCN is de beschermingsstatus 'kwetsbaar' toegewezen (Vulnerable of VU).